# Galaxie 500

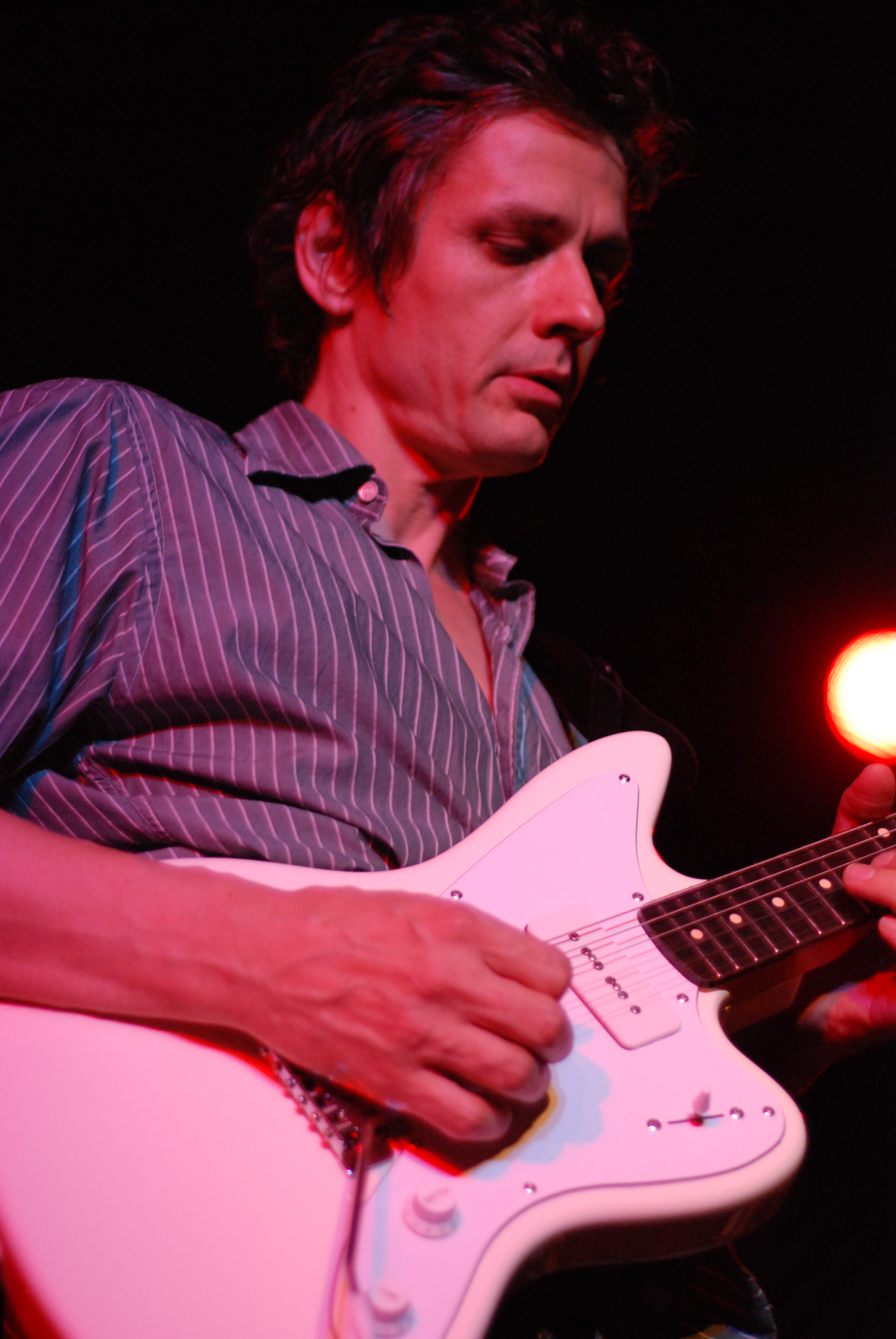
Dean Wareham

Galaxie 500 was een Amerikaanse indierockband, die bestond van 1987 tot 1991. De band bracht drie albums uit. 
Galaxie 500 bestond uit gitarist Dean Wareham, drummer Damon Krukowski en bassiste Naomi Yang, die elkaar begin jaren tachtig leerden kennen op de Dalton School in New York. De groep die zij in 1987 vormden werd vernoemd naar de auto van een vriend, een Ford Galaxie 500.
De groep debuteerde in 1988 met de single "Tugboat" op het label Shimmy Disc van producer en muzikant Mark Kramer. Het eerste album van Galaxie 500, Today, kwam in 1988 uit op het kleine Aurora-label. Na een tour door het Verenigd Koninkrijk in 1988 en 1989 tekende de band bij Rough Trade. Daar verscheen in 1989 hun tweede album, On Fire. Na het uitbrengen van het derde album This Is Our Music, in 1990, en de bijbehorende tour ging de band uit elkaar. 
Belangrijke invloeden voor Galaxie 500 zijn The Velvet Underground en Jonathan Richman, van wie de band ook nummers coverden. In een interview op de Galaxie 500-dvd Don't Let Our Youth Go to Waste noemt Dean Wareham ook de band Spacemen 3 als een belangrijke inspiratiebron.
De muziek van Galaxie 500 heeft invloed gehad op tal van bands en artiesten, met name in de genres slowcore en dreampop. Singer-songwiter Liz Phair refereert in haar nummer "Stratford-on-Guy" aan de band met de tekst: "And I was pretending that I was in a Galaxie 500 video."  De band Xiu Xiu verwijst in het nummer "Dr. Troll" naar Galaxie 500 met de tekst: "Listen to On Fire and pretend someone could love you."  Het lied Naomi van Neutral Milk Hotel's debuutalbum On Avery Island gaat naar verluidt over Naomi Yang; Yang maakte de videoclip van het nummer.
Het nummer "Tugboat" is gecoverd door verscheidene bands en artiesten, waaronder The Submarines, Joanna Gruesome en Portastatic. Het lied werd bovendien gebruikt in de film The Perks of Being a Wallflower, van Stephen Chbosky.
Na het uiteenvallen van de band gingen Wareham, Yang en Krukowski verder in de muziek.  Wareham maakte deel uit van de band Luna en vormde later het duo Dean & Britta met zijn vrouw Britta Phillips.  Krukowski en Yang gingen verder als het duo Damon & Naomi.